# 科埃魯

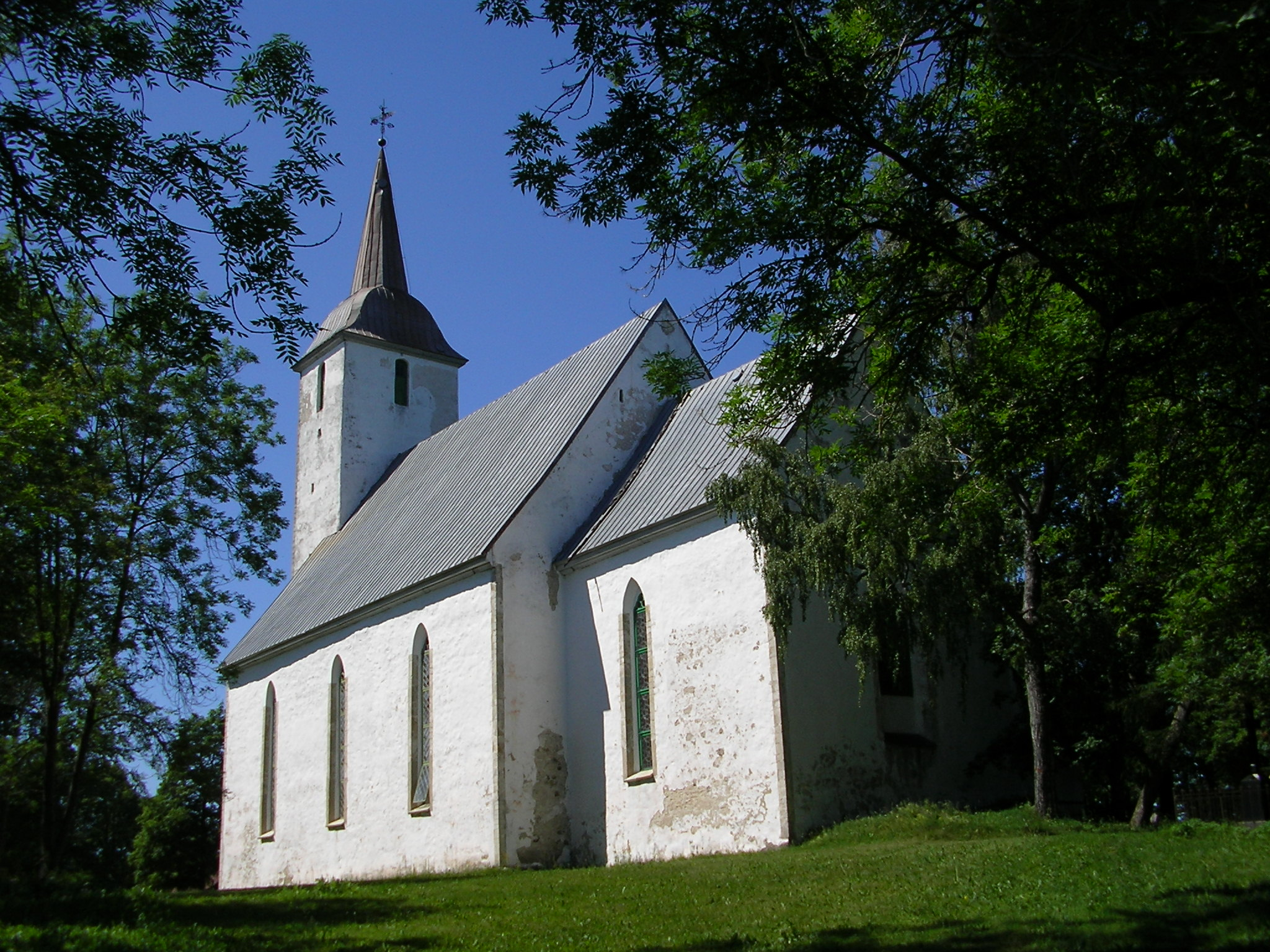
科埃魯教堂

科埃魯，是愛沙尼亞耶爾瓦縣耶尔瓦市镇内的小鎮，位於該國中部，曾是科埃魯市镇的行政中心，鎮上建有學校、圖書館、郵局和藥店，2011年該小鎮人口1,178。